# Henry Hartsfield
Henry Warren Hartsfield Jr. (23. listopadu 1933 v Birminghamu, Alabama, USA – 17. července 2014) byl americký vojenský letec a astronaut, který se účastnil kosmických programů Skylab a Space Shuttle.

## Život

### Mládí a výcvik
Po základní a střední škole absolvoval Auburn University. Ukončil ji s titulem inženýra fyziky. Po absolvování University of Tennessee byl vybrán pro vojenský program MOL. V roce 1969 byl zařazen do sedmé skupiny amerických astronautů. Byl jmenován do podpůrných posádek Skylab 2, Skylab 3 a Skylab 4. Koncem srpna 1977 odešel z armády do zálohy, v NASA zůstal a zacvičil se pro lety raketoplánem. Do vesmíru vzlétl jako 109. člověk. Plukovník amerického vojenského letectva je ženatý a má dvě děti. Používá přezdívku Hank..

### Lety do vesmíru
Poprvé letěl na palubě raketoplánu Columbia, což byl čtvrtý zkušební let STS-4. Start proběhl z Floridy z mysu Canaveral, velitelem lodě byl Thomas Mattingly. Let byl zčásti určen vojenským účelům, ale některé experimenty byly civilní (např. pokusy od studentů univerzity z Utahu). Přistáli na základně Edwards v Mohavské poušti v Kalifornii.
Podruhé vzlétl již jako velitel na oběžnou dráhu Země koncem léta roku 1984 v raketoplánu Discovery. Start proběhl z obvyklého kosmodromu na mysu Canaveral. Osádku Discovery tvořili Henry Hartsfield (velitel), Michael Coats (druhý pilot), letoví specialisté dr. Judith Resniková, dr. Steven Hawley a Richard Mullane a konečně „první cestující“ v raketoplánu, Charles Walker, inženýr od firmy McDonnell Douglas. Vypustili družice SBS 4, Leasat 2 a Telstar 3. Návrat byl na základnu Edwards.
Třetí a poslední svůj let absolvoval na palubě raketoplánu Challenger na podzim roku 1985 opět jako velitel letu. Na palubě bylo osm astronautů: velitel Henry Hartsfield, pilot pplk. Steven Nagel, plk. James Buchli, plk. Guion Bluford, lékařka dr. Bonnie Dunbarová, dr. Wubbo Ockels z Nizozemí a nakonec dva Němci, dr. Ernst Messerschmid a dr. Reinhard Furrer. Na oběžné dráze vypustili družici GLOMR a oživili laboratoř Spacelab. I tentokrát přistáli na základně Edwards.
- STS-4 Columbia (27. června 1982 – 4. července 1982)
- STS-41-D Discovery (30. srpna 1984 – 5. září 1984)
- STS-61-A Challenger (30. října 1985 – 6. listopadu 1985)

### Po ukončení letů
Po třech startech do vesmíru, kde strávil 20 dní, zůstal pracovat u NASA až do roku 1999 a do své smrti žil v Houstonu.